# 伊塔坎比拉
伊塔坎比拉是巴西米纳斯吉拉斯州的一个市镇。总面积1788.052平方公里，总人口5018人，人口密度2.8人/平方公里。